# 江藤千秋
江藤 千秋（えとう ちあき、1928年 - 2003年9月24日）は、日本の作家。ほか化学教師、河合塾講師を歴任した。

## 経歴
1928年愛知県名古屋市に生まれる。1945年愛知県第一中学校（現・愛知県立旭丘高等学校）卒業。1948年名古屋工業専門学校（現・名古屋工業大学）卒業。工業技術院東京工業試験所研究員を経て、1954年より愛知県立惟信高等学校、1956年より1970年まで旭丘高等学校でそれぞれ化学を担当後、学校法人河合塾理事に就任。2003年9月24日、心不全のため死去。

## 人物
『15歳の志願兵』の原案となった『積乱雲の彼方に 愛知一中予科練総決起事件の記録』の著者である。この本は実話に基づいて描かれており、江藤千秋自身も全校生徒が予科練へ志願した「愛知一中予科練総決起事件」の当事者の一人であった。

## 著書
- 『積乱雲の彼方に 愛知一中予科練総決起事件の記録』法政大学出版局、1981・2010（新装版）
- 『雪の山道 “15年戦争”の記憶に生きて』法政大学出版局、2003